# Unione Socialista delle Forze Popolari
L'Unione Socialista delle Forze Popolari (in francese: Union Socialiste des Forces Populaires - USFP; in arabo: الاتحاد الاشتراكي للقوات الشعبية, Al-Ittihad Al-Ishtirakiy Lilqawat Al-Sha'abiyah) è un partito politico marocchino di orientamento socialdemocratico fondato nel 1975 a seguito di una scissione dall'Unione Nazionale delle Forze Popolari, a sua volta costituita dalla componente socialista dell'Istiqlal, da cui era fuoriuscita nel 1959.
È membro dell'Internazionale Socialista e dell'Alleanza Progressista.

## Risultati
| Elezione          | Voti    | %     | Seggi    |
| ----------------- | ------- | ----- | -------- |
| Parlamentari 1993 | 820 641 | 13,19 | 52 / 333 |
| Parlamentari 1997 | 884 061 | 13,87 | 57 / 325 |
| Parlamentari 2002 | 718 725 | 11,88 | 50 / 325 |
| Parlamentari 2007 | 408 945 | 8,88  | 38 / 325 |
| Parlamentari 2011 | 408 108 | 8,60  | 39 / 395 |
| Parlamentari 2016 | 359 600 | 6,19  | 20 / 395 |